# Przychody (województwo śląskie)
Przychody – wieś w Polsce położona w województwie śląskim, w powiecie zawierciańskim, w gminie Pilica.
W latach 1975–1998 miejscowość położona była w województwie katowickim.
Przez miejscowość przepływa niewielka rzeka Żebrówka, dopływ Krztyni.